# تاج هم‌هم

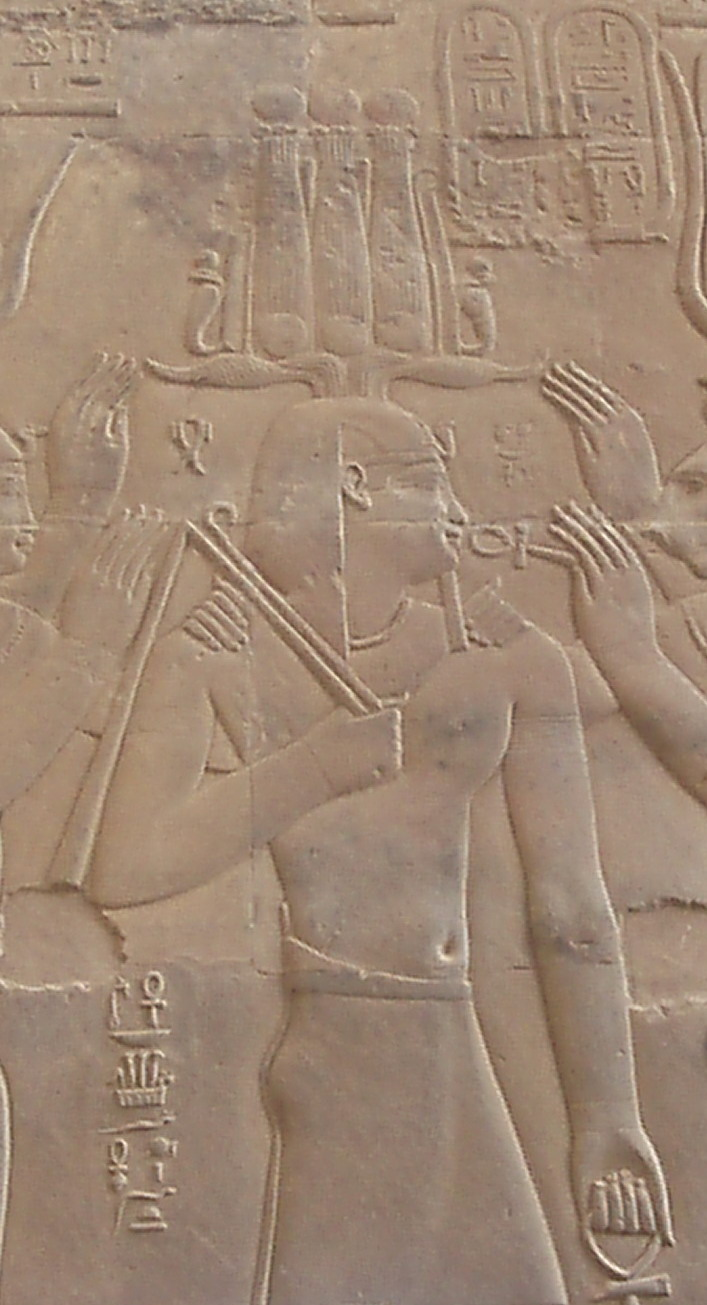
بطلمیوس دوازدهم پادشاه مصر با تاج هِم‌هِم بر سر، یافت شده در معبد کوم امبو

تاج هِم‌هِم تاجی تشریفاتی در مصر باستان بود مرکب از سه طرح مشابه تاج ازیریس در کنار هم و دو شاخ کمانی شکل گوسفند که در زیر آن قرار می‌گرفته بوده‌است. واژه مصری هِم‌هِم به معنی بانگ و فریاد بوده و به همین دلیل احتمال می‌دهند از این تاج در میدان نبرد استفاده می‌شده‌است. نخستین استفاده از تاج هم‌هم در تختگاه طلایی توتنخآمِن فرعون دودمان هجدهم مصر بوده‌است. بعدتر این تاج در تصویر فرمانروایان غیر مصری مانند ناتاکامانی پادشاه کوش (در سودان امروزی)، ارنخامانی پادشاه نوبیا (سودان امروزی) نیز دیده شد. همچنین این تاج بر سر پیکره‌ای که در پاسارگاد موسوم به انسان بالدار و منتسب به کوروش بزرگ است دیده می‌شود.

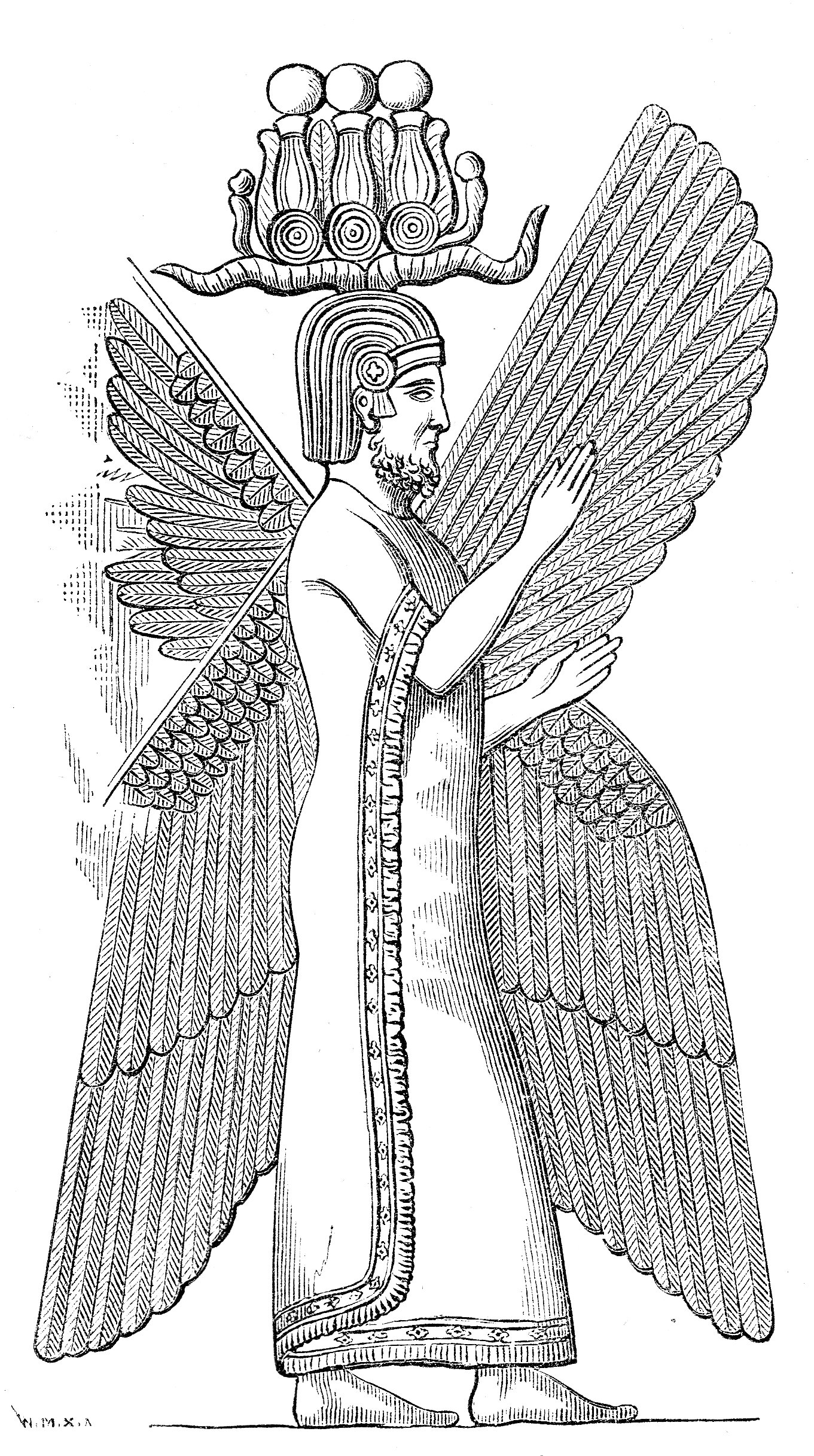
بازنگاری نقش انسان بالدار منتسب به کوروش بزرگ شاهنشاه هخامنشی با تاج هِم‌هِم واقع در پاسارگاد

## توصیف
تاج هم‌هم نسخه پیچیده‌تر از تاج آتف (Atef) است، به همین دلیل، آن را گاهی آتف سه‌گانه نامگذاری کرده‌اند. ارتباطی بین هِکا، خدای سحر و جادو و بر سر گذاردن این تاج وجود داشته‌است تاج در نقطه بالایی خود به خورشید در حال طلوع متصل است، که به عنوان نمادی از «تولد دوباره» تفسیر شده‌است. این تاج در طول دوره بطلمیوسی معمول گشت.

## تاریخچه
تاج هم‌هم در سلسله هجدهم مصر درست شد و در مراسم‌های خاص مورد استفاده قرار می‌گرفت. تفسیر نمادین معنای این تاج به رخ کشیدن قدرت فرعون بود.  همچنین ظاهراً در طول جنگ نیز از این تاج استفاده می‌شده‌است -که این برداشت از معنای واژه هم‌هم استنباط شده‌است - اما استفاده از آن در بسیاری از جشن‌ها از جمله درمراسم تاجگذاری فرعون(جدید)مشخص است..

## خصوصیات
تاج روی یک جفت شاخ خاکستری رنگ مارپیچ و بلند گوسفند نصب شده‌است و معمولاً یک مار کبرا در هر طرف تاج دیده می‌شود. همچنین از نی و پر شترمرغ و پرندگان دیگر در ساخت آن استفاده می‌شد. به دلیل سه بخشی بودن و سنگینی، هنگامی که کسی آن را می‌پوشید بر خلاف تاج‌های معمولی به سمت عقب سر خم می‌شد. نوع دیگری از تاج هم‌هم به جای سه دیسک خورشیدی دارای سه شاهین است. این نوع تاج مخصوص سلطنت مصر سفلی بود. ترکیبی از دیسک‌های خورشید و شاهین نشان دهنده قدرت بر مصر سفلی و مصر علیا محسوب می‌گردید.

## نگارخانه

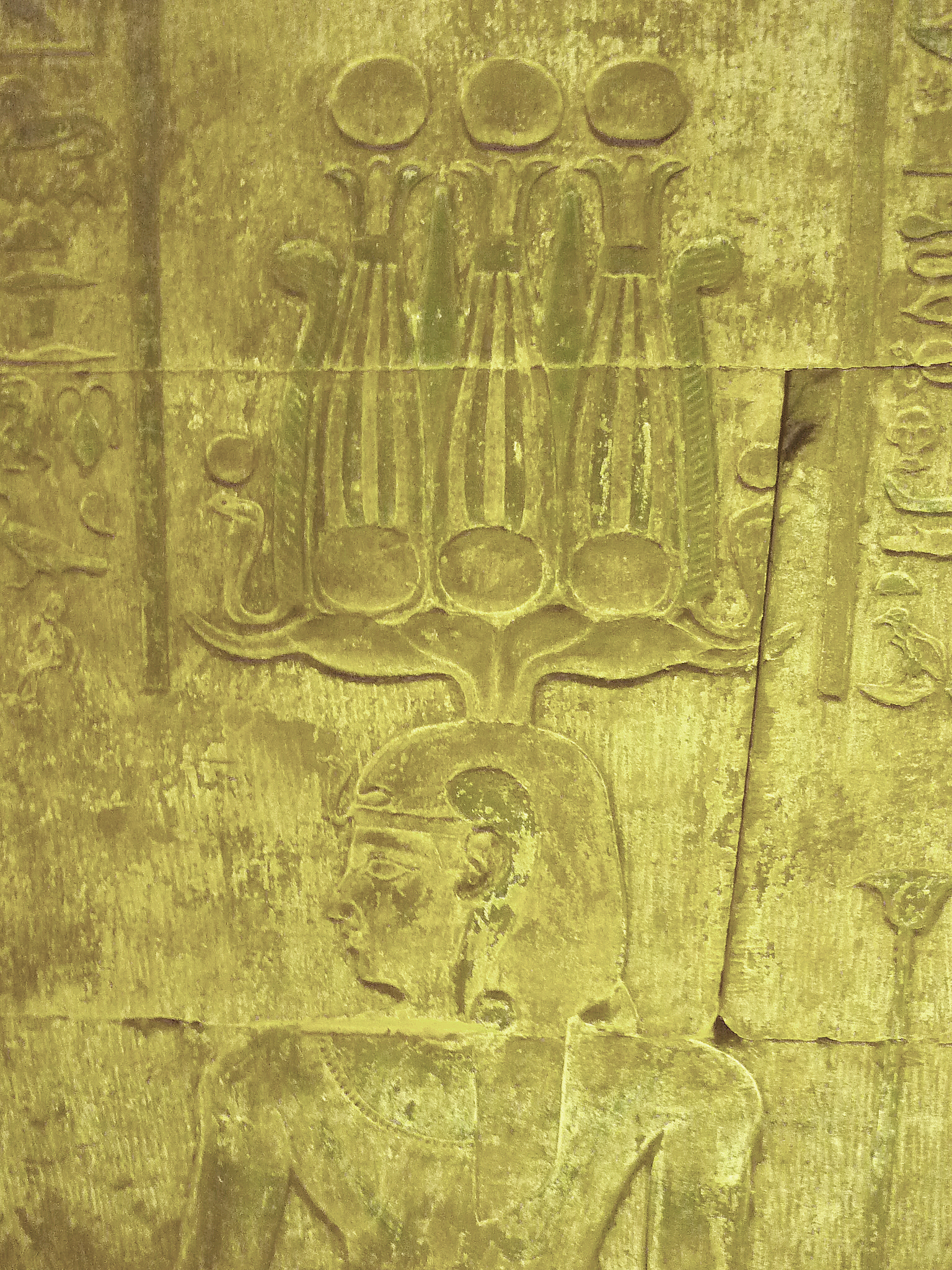
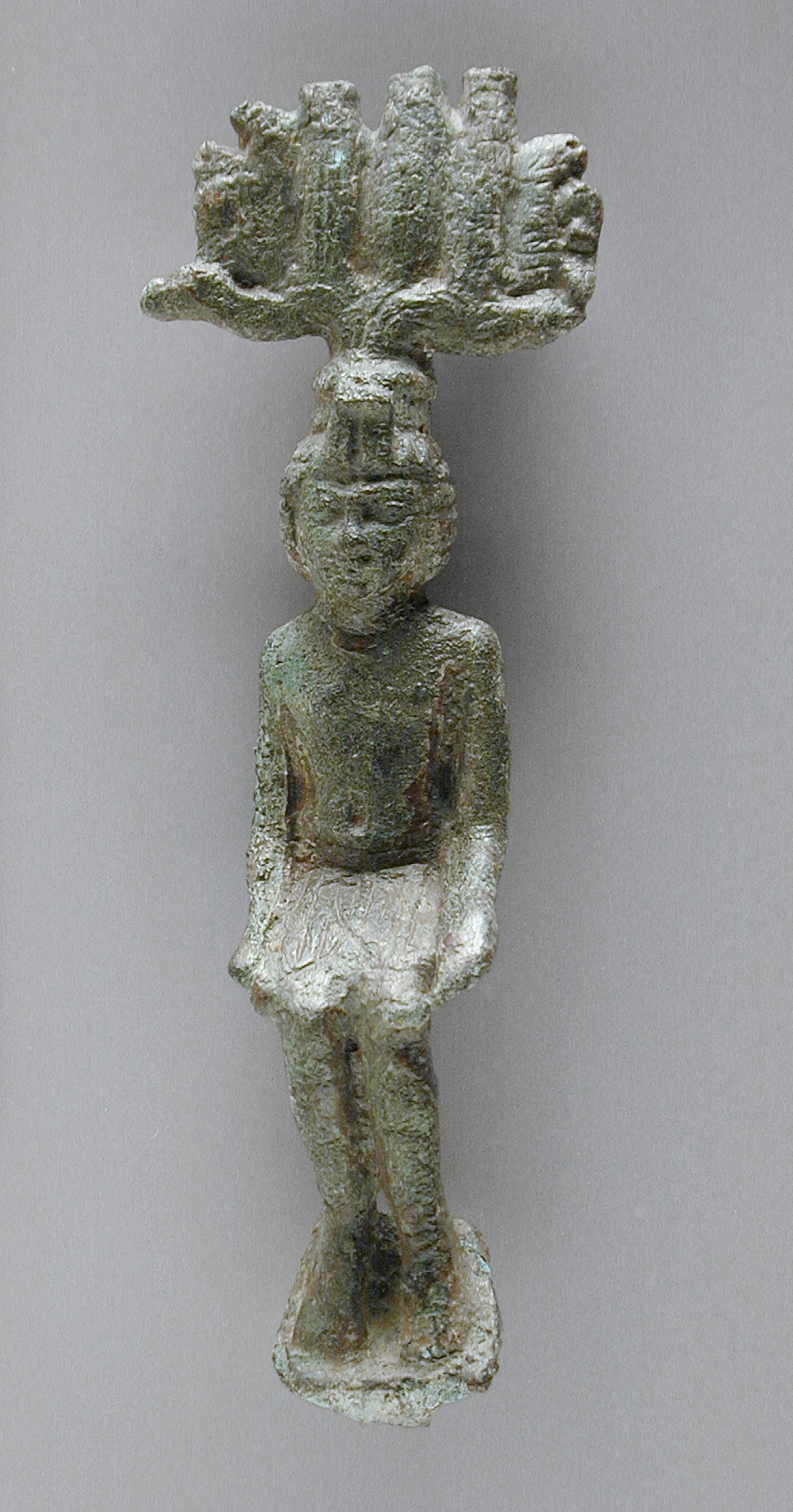
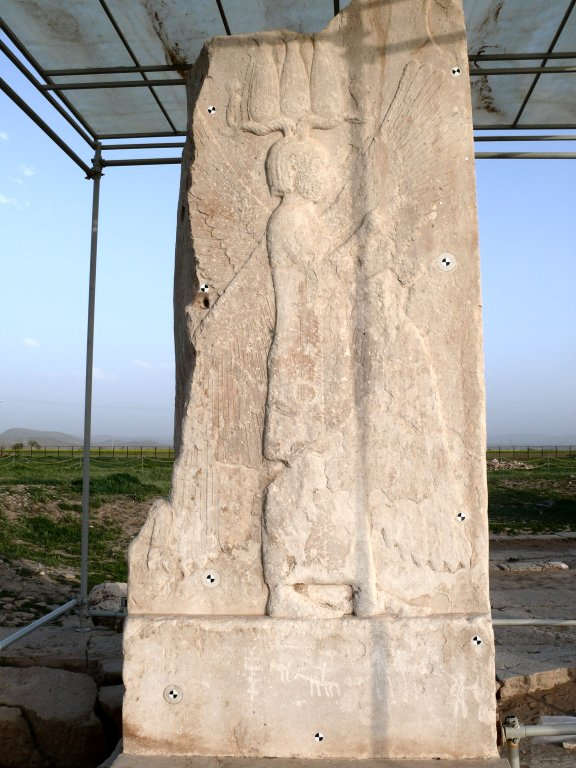
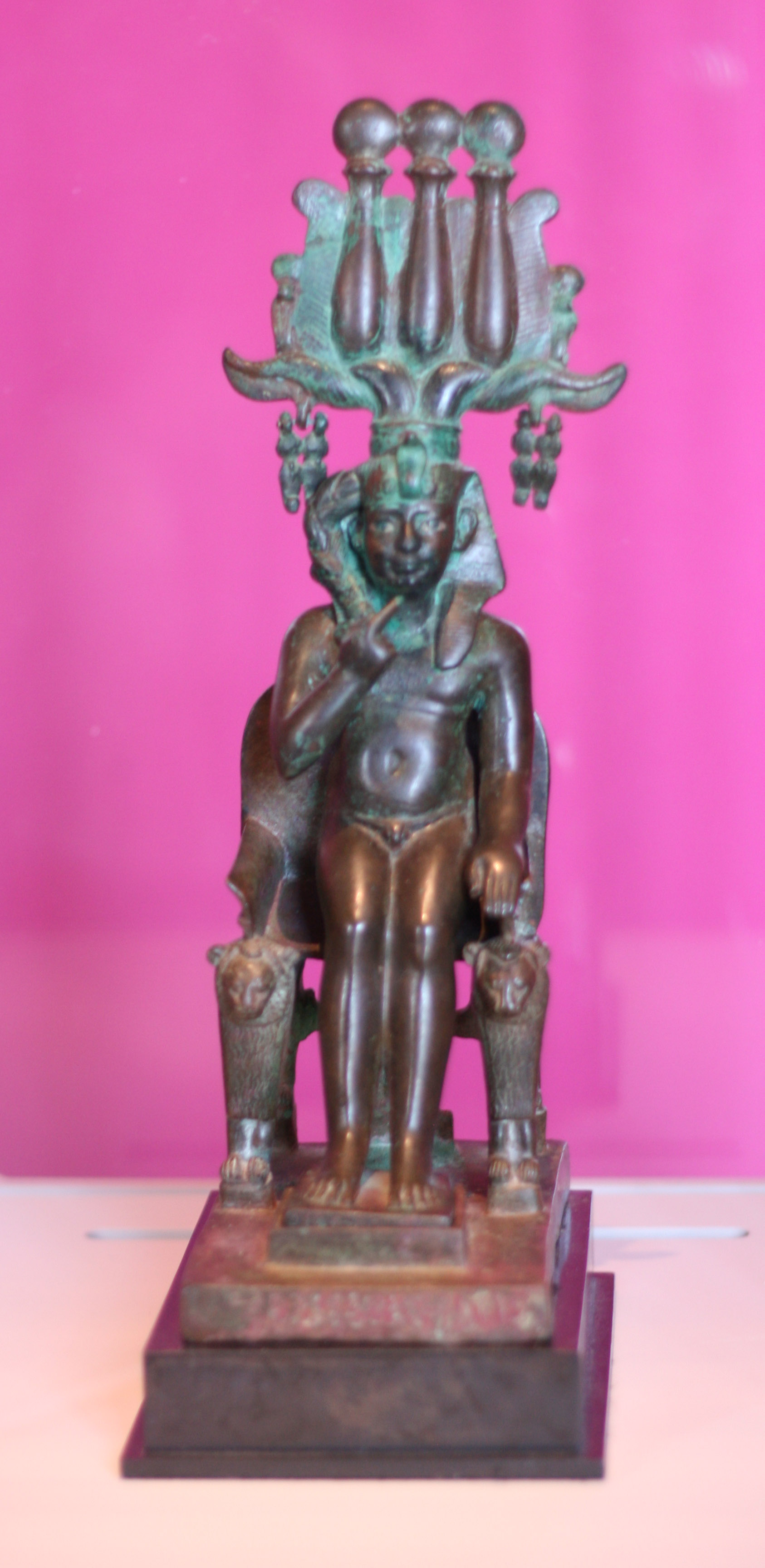
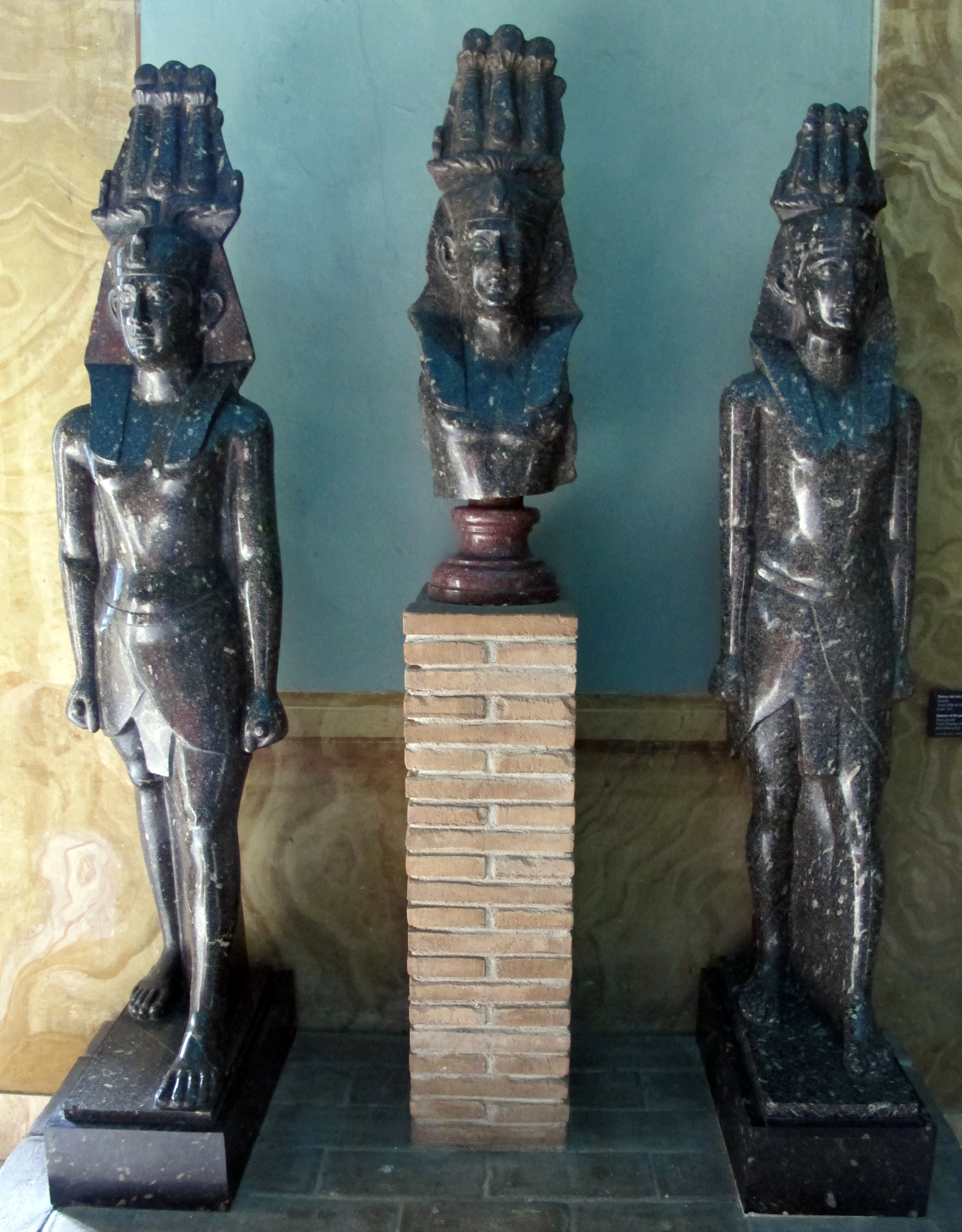